# Metadata Encoding and Transmission Standard
Il Metadata Encoding and Transmission Standard (METS) è uno standard per codificare in XML metadati descrittivi, amministrativi e strutturali riguardanti le risorse digitali. Lo standard è mantenuto dal Network Development and MARC Standards Office of the Library of Congress ed è stato sviluppato per iniziativa della Digital Library Federation. Si tratta di uno schema XML concepito per:
- creare istanze di documenti XML che esprimano la struttura gerarchica delle risorse digitali;[3]
- registrare i nomi e le posizioni dei file componenti;
- registrare i metadati associati.

## Pacchetti di Informazione
Ogni scambio di informazione, da e per l'archivio, avviene attraverso l'utilizzazione di pacchetti di informazione (Information Packages) , che sono dei contenitori concettuali - di tipo logico non fisico - di dati.
Nell'ambito del modello di riferimento OAIS, METS può essere usato per costruire diversi pacchetti di informazione, tra i quali:
- Submission Information Package (SIP): pacchetto di informazioni per l'immissione, utilizzato nella fase di immissione/acquisizione dei dati
- Archival Information Package (AIP): pacchetto di informazioni per l'archiviazione, destinato alla conservazione a lungo termine.
- Dissemination Information Package (DIP): pacchetto di informazioni per la distribuzione, trasferito dall'OAIS all'utente in base ad una richiesta di accesso.

## Struttura
Un documento METS è costituito da sette sezioni principali:
- Intestazione METS: contiene i metadati che descrivono il documento METS stesso, includendo alcune informazioni quali autore, editore etc.

- Metadati descrittivi: contiene al suo interno i metadati descrittivi, o punta a metadati esterni. Può essere presente in più istanze.

- Metadati amministrativi: contiene sia informazioni sui files che sono stati creati e che conservano i diritti di proprietà intellettuale, sia metadati riguardanti l'oggetto di origine da cui deriva l'oggetto della biblioteca digitale, e sia informazioni riguardanti la provenienza dei file e le relazioni degli oggetti della biblioteca digitale.

- Sezione file: è una lista di tutti i file contenenti il contenuto che comprende le versioni elettroniche dell'oggetto digitale.

- Mappa strutturale: descrive la struttura gerarchica dell'oggetto digitale e li collega hai file e ai metadati loro associati.

- Link strutturali: permette a un autore METS di memorizzare l'esistenza di collegamenti ipertestuali tra nodi nella gerarchia definita nella Mappa strutturale. Ciò è di particolare importanza nell'uso di METS per archiviare siti web.

- Comportamento: può essere usata per associare comportamenti con il contenuto dell'oggetto METS.

## Standard e interoperabilità
L'importanza degli standard nasce dal problema dell'interoperabilità, che è un'esigenza cruciale nel discorso della conservazione digitale.
Se poi ci si pone il problema di verificare e certificare la qualità del processo di conservazione, ciò può concretamente essere fatto solo con riferimento ad uno schema architetturale e organizzativo noto e concordato. Tutti questi problemi possono essere risolti con riferimento a standard, cioè a documenti che descrivano in dettaglio, a seconda dei casi, il formato delle risorse, la struttura ed il significato dei metadati a esse associate, l'organizzazione dei sistemi di archiviazione e conservazione e le modalità con cui si scambiano pacchetti informativi.
Lo schema METS definisce un meccanismo flessibile per la codifica di metadati descrittivi, amministrativi e strutturali per gli oggetti di una biblioteca digitale, e per documentare le relazioni complesse tra le varie forme di metadati. Esso può, inoltre, fornire un utile standard per lo scambio tra depositi di oggetti appartenenti alla biblioteca digitale. Infine, lo schema METS offre la capacità di associare un oggetto digitale a comportamenti o servizi. La presente trattazione, mette in risalto le principali caratteristiche dello schema, ma un'approfondita disamina dello schema e della sua documentazione inclusa è necessaria per capirne l'ampio spettro di potenzialità.